# Ostrogožsk

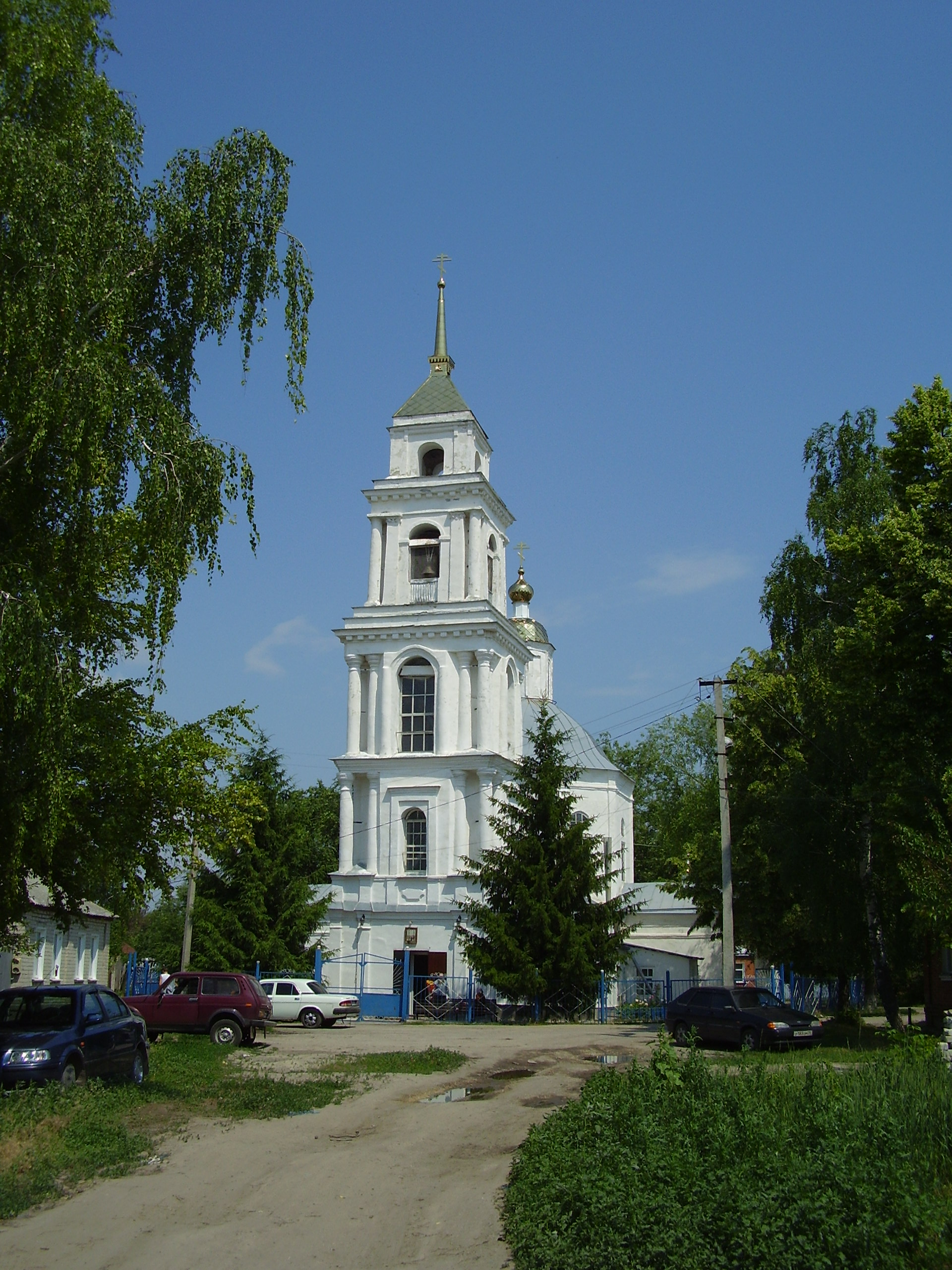

Ostrogožsk (in russo Острогожск?, traslitterazione anglosassone: Ostrogozhsk) è una cittadina della Russia europea sudoccidentale, situata nell'Oblast' di Voronež, 142 km a sud del capoluogo, sul fiume Tichaja Sosna. Ostrogožsk è capoluogo del distretto omonimo.
Fondata nel 1652, divenne città nel 1765.

## Società

### Evoluzione demografica
Fonte: mojgorod.ru
- 1897: 21.900
- 1939: 11.700
- 1970: 21.900
- 1989: 34.500
- 2002: 34.585
- 2006: 32.700